# Brzkov
Brzkov (německy Berskau) je obec v okrese Jihlava v Kraji Vysočina. Žije zde 354 obyvatel.

## Název
Brzkov je jedinou obcí s tímto názvem v České republice. Jméno pochází z názvu Brzkův dvůr z osobního jména Brzek, pravděpodobně jím byl Brzek u Kotíka. V roce 1319 obec nesla název Byrzkowie, 1502 Brzkow, 1654 Brskow, 1854 a 1869 Brskov a roku 1886 Brzkov.

## Historie
Nejstarší písemná zmínka pochází z roku 1319, kdy byla ves v majetku Vikarta z Polné. Od 13. století patřila řádu německých rytířů. Od roku 1434 se stal Brzkov součástí polenského panství, které patřilo Hynku Ptáčkovi z Pirkštejna a byla zde v té době vybudována malá tvrz, která stála v místech dnešních domů čp. 15 a 16. Tvrz byla později přestavěna na dvůr. Koncem 16.  století tady stály 4 usedlosti, vlastníkem jedné z nich byl svobodný pán Jošt z Polné. V letech 1869–1880 patřil Brzkov pod okres Polná, v letech 1880–1930 pod okres Německý Brod, v letech 1950–1961 pod okres Havlíčkův Brod a od roku 1961 spadá pod okres Jihlava.
Sbor dobrovolných hasičů vznikl v roce 1907. V roce 1996 byla vesnice plynofikována a zavedli tu kanalizační síť. Od roku 2001 má vlastní vodovodní řad.

## Přírodní poměry
Nachází se šest kilometrů jižně od Přibyslavi, tři kilometry severozápadně od Hrbova, pět kilometrů severně od Polné a 3,5 kilometru severovýchodně od Věžnic. Geomorfologicky je oblast součástí Česko-moravské subprovincie, konkrétně Havlíčkobrodské pahorkatiny a jejího podcelku Hornosázavská pahorkatina, v jejíž rámci spadá pod geomorfologický okrsek Přibyslavská pahorkatina. Průměrná nadmořská výška činí 485 metrů. Nejvyšším okolním bodem je Bártova skalka s 575 metrů, jenž se nachází 700 metrů východně od obce. Vsí protéká Bijavický potok, pramení na sever obce při hranici s katastrem obce Česká Jablonná. V lesnaté oblasti Mastník se rozkládají dva rybníky, jeden se stejným názvem jako lokalita zbudovali v roce 1482. Druhý z rybníků se nazývá Vampolák, oba pak leží na Bystřici.

## Obyvatelstvo
Podle sčítání 1921 zde žilo v 50 domech 338 obyvatel, z nichž bylo 176 žen. 338 obyvatel se hlásilo k československé národnosti. Žilo zde 337 římských katolíků a 1 příslušník Církve československé husitské.
| Rok            | 1869 | 1880 | 1890 | 1900 | 1910 | 1921 | 1930 | 1950 | 1961 | 1970 | 1980 | 1991 | 2001 | 2011 | 2021 |
| -------------- | ---- | ---- | ---- | ---- | ---- | ---- | ---- | ---- | ---- | ---- | ---- | ---- | ---- | ---- | ---- |
| Počet obyvatel | 352  | 338  | 325  | 322  | 347  | 338  | 323  | 233  | 227  | 248  | 247  | 242  | 254  | 282  | 304  |
| Počet domů     | 45   | 46   | 43   | 49   | 49   | 50   | 56   | 56   | 50   | 51   | 54   | 59   | 66   | 73   | 81   |

## Obecní správa a politika

### Místní části, členství ve sdruženích
Obec se rozkládá na katastrálním území Brzkov a nečlení se na místní části či základní sídelní jednotky.
Brzkov je členem mikroregionů Dobrovolný svazek obcí Mikroregionu Polensko a Svazek obcí Přibyslavska a místní akční skupiny Českomoravské pomezí.

### Zastupitelstvo a starosta
Obec má sedmičlenné zastupitelstvo, v jehož čele stojí starosta Aleš Bořil.
| Období    | Voliči | Účast v % | Mandáty | Výsledky           | Starosta     |
| --------- | ------ | --------- | ------- | ------------------ | ------------ |
| 2002–2006 | 178    | 62,92     | 7       | 7 SNK Brzkov       | Petr Pometlo |
| 2006–2010 | 185    | 74,05     | 7       | 4 SNK I. 3 SNK II. | Petr Pometlo |
| 2010–2014 | 193    | 58,03     | 7       | 7 SNK              | Petr Pometlo |
| 2014–2018 | 203    | 50,25     | 7       | 7 SNK              | Aleš Bořil   |

### Obecní symboly
Znak a vlajka byly obci uděleny rozhodnutím předsedkyně Poslanecké sněmovny Parlamentu České republiky dne 25. listopadu 2011.
Znak: V modro-červeně polceném štítě nad stříbrným kvádrovaným mostem stříbrný vzlétající kačer s pětkrát černo-stříbrně děleným levým křídlem a černým páskem na krku, se zlatou zbrojí a červeným jazykem, provázený dvěma odvrácenými stříbrnými vinařskými noži se zlatými rukojeťmi. V prázdném mostním oblouku převrácené stříbrné důlní šlígle se zlatými topůrky.
Vlajka: List tvoří dva svislé pruhy, modrý a červený. Uprostřed vzlétající bílý kačer s pětkrát černo-bíle děleným levým křídlem a černým páskem na krku, se žlutou zbrojí a červeným jazykem, provázený dvěma odvrácenými bílými vinařskými noži se žlutými rukojeťmi k dolnímu okraji listu. Poměr šířky k délce listu je 2 : 3.

## Hospodářství
Roku 1952 založili JZD, v roce 1974 se sloučilo s JZD Hrbov a neslo název JZD Skalka. V roce 1986 došlo k dalšímu slučování zemědělských družstev a ke vzniku JZD Vysočina. V roce 1993 došlo k transformaci JZD Vysočina na soukromé zemědělské družstvo, další část půdy obhospodařuje 5 soukromých rolníků. Sídlí zde společnost na výrobu toaletního papíru BRASSICA-PAP, spol. s r.o., další firma se zabývá prodejem nábytkových hran a materiálu pro truhláře IMA-materiál pro nábytkový průmysl s.r.o. a AGROKOM, s.r.o. V místě podnikají tři řemeslníci, truhláři. V obci se provozuje obchod se smíšeným zbožím Jednota a restaurace.
V letech 1981–1990 tu probíhal geologický průzkum ložiska uranových rud, v letech 1988-1990 i jejich těžba.

## Doprava
Brzkov leží podél silnice II/351 asi pět kilometrů severně od Polné a osmnáct kilometrů severovýchodně od krajské Jihlavy. Dopravní obslužnost zajišťují dopravci ICOM transport a ARRIVA VÝCHODNÍ ČECHY. Autobusy jezdí ve směrech na Havlíčkův Brod, Přibyslav, Polnou, Arnolec, Měřín a Jihlava. Obcí prochází cyklistická trasa č. 16 z Přibyslavi do Hrbova a západně od obce zeleně značená turistická trasa z Dolní Jablonné do Věžnic.

## Školství, kultura a sport

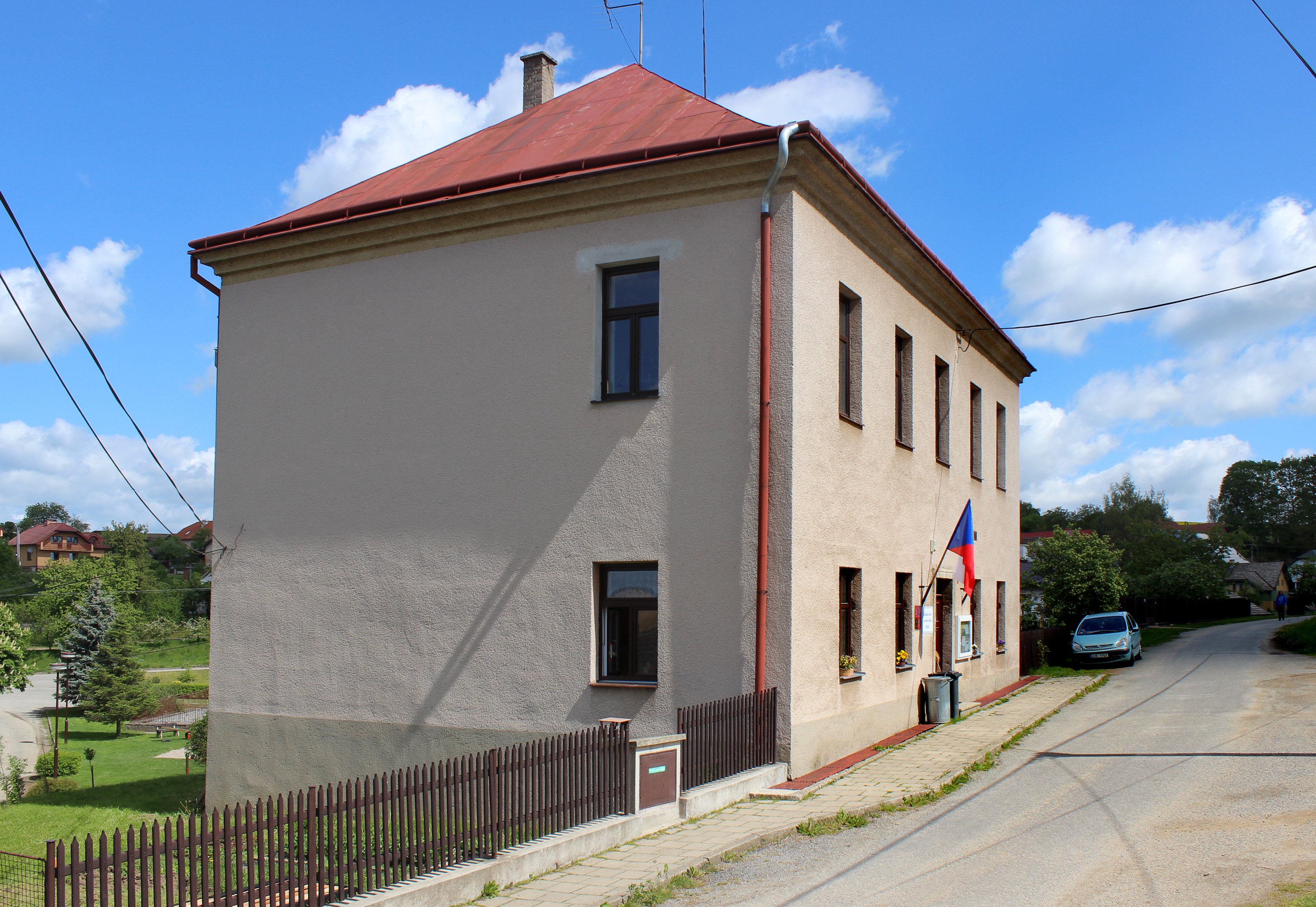
Základní škola v horní části obce

První zmínky o zdejší škole pocházejí z roku 1833, kdy se v obci vyučovalo tzv. potřídkou, tzn. že se učilo po domech. Současná školní budova byla vystavěna v roce 1895. Mateřská škola, která vznikla roku 1941, sídlí v přízemí základní školy a má kapacitu 15 dětí. Základní škola Brzkov má dvě třídy pro 1.–5. ročník, ve školním roce 2014/2015 ji navštěvovalo 22 žáků. Druhý stupeň základní školy děti absolvují v Polné.
V roce 1982 zde dostavěli víceúčelovou budovu, kde se pořádají různé kulturní akce, např. zábavy pro mládež, plesy místních sdružení, koncerty. Působí tu sportovní oddíl TJ Skalka Brzkov. TJ Skalka Brzkov byla založena v roce 1981, fotbalisté hrají III. třídu (III. A). V roce 2010 měla 36 členů. Sdružení dobrovolných hasičů bylo založeno roku 1907, o rok později si hasiči vybudovali hasičskou zbrojnici. V roce 2007 SDH mělo 27 členů. Působí zde Myslivecké sdružení Brzkov – Hrbov, které bylo založeno roku 1957 a v roce 2007 mělo 17 členů.

## Pamětihodnosti
- Kamenný kříž s obrazem – v barokním stylu se nachází na okraji obce, pochází z roku 1857. Údajně jsou pod ním pochováni tři francouzští vojáci z napoleonských válek.[7]
- Kamenný kříž – pochází z roku 1875, leží u silnice do Polné asi 800 metrů od obce
- Smírčí kámen – stojí v polovině cesty mezi Brzkovem a Polnou v lokalitě zvané „U Zmrzlíka“, jsou na něm vytesány tři kříže. Podle pověsti jej zde místní umístili na památku matky se dvěma dětmi, která zde ve vánici umrzla.[6] Pochází z první poloviny 19. století.[7]
- Kamenný empírový most přes Skrýšovský potok na silnici k Polné, klenutí pravděpodobně vzniklo již v druhé polovině 17. století[7]
- tzv. „pinky“ – vyvýšená místa s porosty v krajině, rozkládají se v okolí vsi, jsou to zbytky zavalených šachet, ve kterých se těžila železná ruda ještě během druhé poloviny 19. století[6]
- Lochy – sklepy určené pro ukládání brambor, krmné řepy a zeleniny